# Fabio Cerutti
Fabio Cerutti (Torino, 26 settembre 1985) è un velocista italiano, allenato da Ricardo Dieguez.
In carriera è stato medaglia d'argento nei 60 metri piani agli Europei indoor di Torino 2009.

## Biografia
Il 12 luglio 2007, con 10"29 realizzato a Debrecen nel corso dei Campionati europei under 23, ha realizzato il primato personale, giungendo 4º in finale. È arrivato secondo ai campionati nazionali a Padova, ma con lo stesso tempo del primo, Koura Kaba Fantoni, 10"57 con forte vento contrario.
È stato finalista dei Campionati europei indoor 2007, nella specialità dei 60 metri piani.
Ha bissato il personale di 10"29 l'11 agosto a Wattenscheid, nell'ultimo test prima dei Mondiali di Osaka, tempo superiore di un solo centesimo al "minimo B" valido per la partecipazione alla gara individuale. È stato anche il portabandiera della nazionale italiana alla cerimonia di apertura dei Mondiali di Osaka nel 2007.
Il 4 luglio 2008 ha ottenuto il suo nuovo primato personale sui 100 metri, al Meeting Internazionale di Lugano, correndo in 10 secondi e 25 centesimi. Il 19 luglio dello stesso anno a Cagliari vince il titolo italiano assoluto nei 100 metri con il tempo di 10"21 davanti a Jacques Riparelli e Simone Collio, dopo che in semifinale aveva corso in 10"13, nuovo primato personale e quarto assoluto nella classifica italiana all-time dietro al 10"01 di Pietro Mennea, al 10"06 di Simone Collio e al 10"08 di Carlo Boccarini. Il tempo realizzato agli assoluti è valido come minimo A per i Giochi della XXIX Olimpiade di Pechino 2008, dove viene eliminato in batteria.
Ai Campionati europei indoor di Torino del 2009 conquista l'argento nei 60 metri piani (con 6"56, stesso tempo del compagno di squadra Emanuele Di Gregorio, medaglia di bronzo), battuto solo dal britannico Dwain Chambers.
Con il tempo di 6"55 ha detenuto dal 2009 al 2013, assieme a Simone Collio e Pierfrancesco Pavoni, il primato italiano dei 60 metri piani indoor.

## Risultati
| Anno | Manifestazione          | Sede       | Evento      | Risultato        | Prestazione | Note                                     |
| ---- | ----------------------- | ---------- | ----------- | ---------------- | ----------- | ---------------------------------------- |
| 2007 | Europei indoor          | Birmingham | 60 m piani  | 6º               | 6"65        |                                          |
| 2007 | Europei under 23        | Debrecen   | 100 m piani | 4º               | 10"29       |                                          |
| 2008 | Mondiali indoor         | Valencia   | 60 m piani  | Semifinale       | 6"69        |                                          |
| 2008 | Giochi olimpici         | Pechino    | 100 m piani | Batteria         | 10"49       |                                          |
| 2008 | Giochi olimpici         | Pechino    | 4x100 m     | Batteria         | dq          |                                          |
| 2009 | Europei indoor          | Torino     | 60 m piani  | Argento          | 6"56        |                                          |
| 2009 | Giochi del Mediterraneo | Pescara    | 100 m piani | Bronzo           | 10"23       |                                          |
| 2009 | Giochi del Mediterraneo | Pescara    | 4x100 m     | Oro              | 38"82       |                                          |
| 2009 | Mondiali                | Berlino    | 100 m piani | Quarti di finale | 10"37       |                                          |
| 2009 | Mondiali                | Berlino    | 4×100 m     | 6º               | 38"54       |                                          |
| 2010 | Europei                 | Barcellona | 100 m piani | Semifinale       | 10"33       |                                          |
| 2011 | Mondiali                | Taegu      | 4×100 m     | 5º               | 38"96       |                                          |
| 2012 | Europei                 | Helsinki   | 100 m piani | Semifinale       | 10"50       |                                          |
| 2012 | Europei                 | Helsinki   | 4x100 m     | Batteria         | dnf         |                                          |
| 2012 | Giochi olimpici         | Londra     | 4x100 m     | Batteria         | 38"58       |                                          |
| 2014 | Mondiali indoor         | Sopot      | 60 m piani  | Semifinale       | 6"71        |                                          |
| 2014 | Europei                 | Zurigo     | 100 m piani | Semifinale       | 10"36       |                                          |
| 2014 | Europei                 | Zurigo     | 4×100 m     | Finale           | dnf         |                                          |
| 2015 | Europei indoor          | Praga      | 60 m piani  | Semifinale       | 6"67        | Miglior prestazione personale stagionale |
| 2015 | World Relays            | Nassau     | 4×100 m     | 13º              | 39"23       |                                          |
| 2017 | World Relays            | Nassau     | 4×100 m     | Batteria         | dq          |                                          |

## Campionati nazionali
- 3 volte campione nazionale dei 100 metri piani (2008, 2012, 2015)

2007
- Argento ai campionati italiani assoluti, 100 m piani - 10"57

2008
- Oro ai Campionati italiani assoluti (Cagliari), 100 metri - 10"21

2010
- Bronzo ai Campionati italiani assoluti (Grosseto), 100 metri - 10"24

2012
- Oro ai Campionati italiani assoluti (Bressanone), 100 metri - 10"43
- Argento ai Campionati italiani assoluti, staffetta 4×100 metri - 39"50 (con Simone Collio, Diego Marani, Valerio Rosichini)

2013
- Argento ai Campionati italiani assoluti (Milano), 100 metri - 10"38

2014
- Oro ai campionati italiani assoluti, staffetta 4x100 m - 39"29

2015
- Bronzo ai Campionati italiani assoluti indoor (Padova), 60 metri - 6"71
- Oro ai Campionati italiani assoluti (Torino), 100 metri - 10"31
- Oro ai Campionati italiani assoluti (Torino), staffetta 4×100 metri - 40"41 (con Fausto Desalu, Lorenzo Valentini, Delmas Obou)